# 사코디스
사코디스(Sarcodes)는 쌍떡잎식물 진달래목 진달래과의 기생식물로, 흔히 눈식물(snow flant)이나 눈꽃(snow flower)이라 불린다.

## 그림

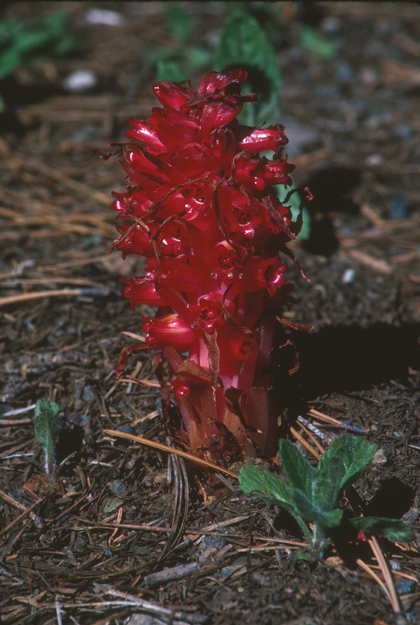
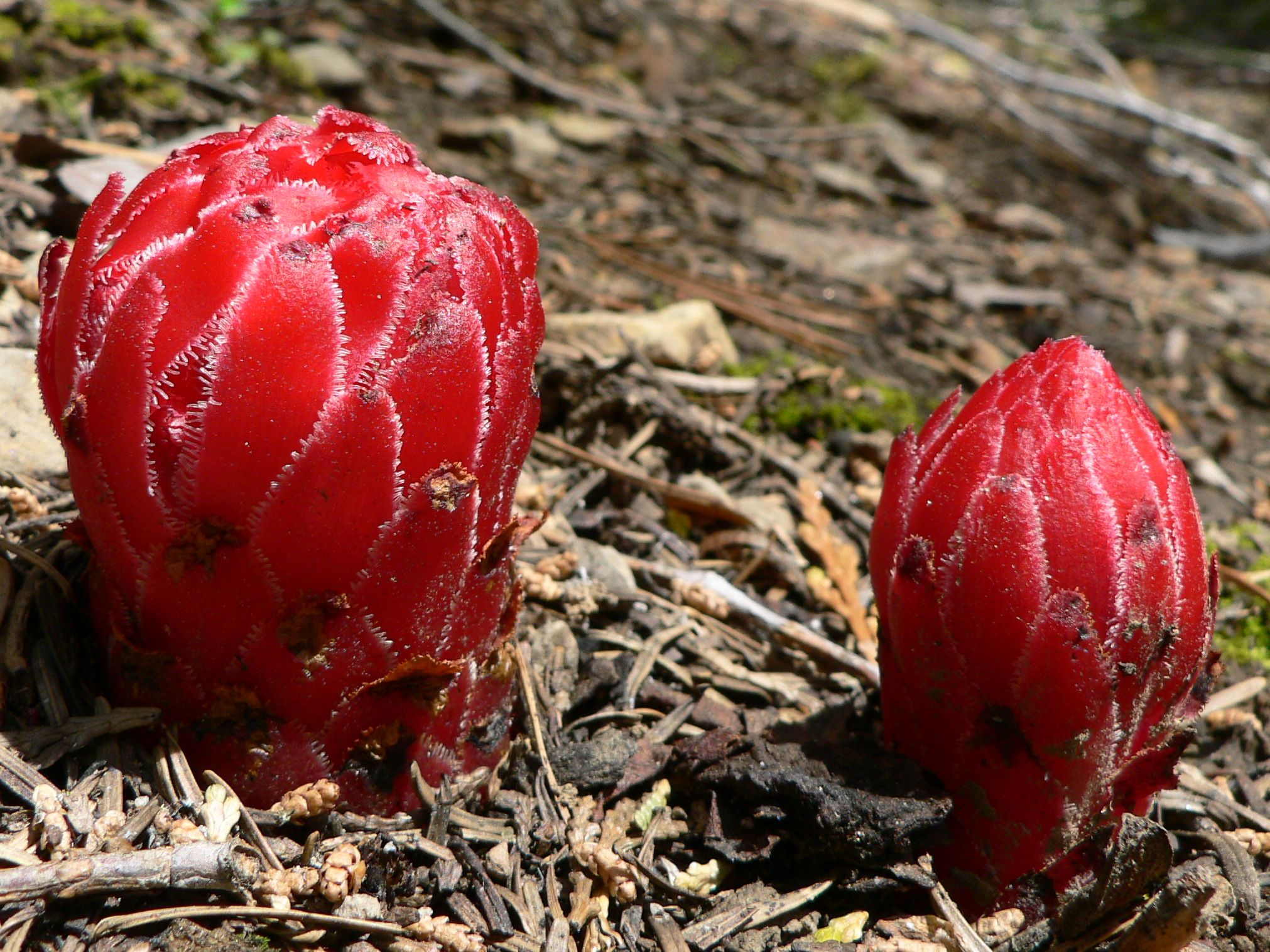
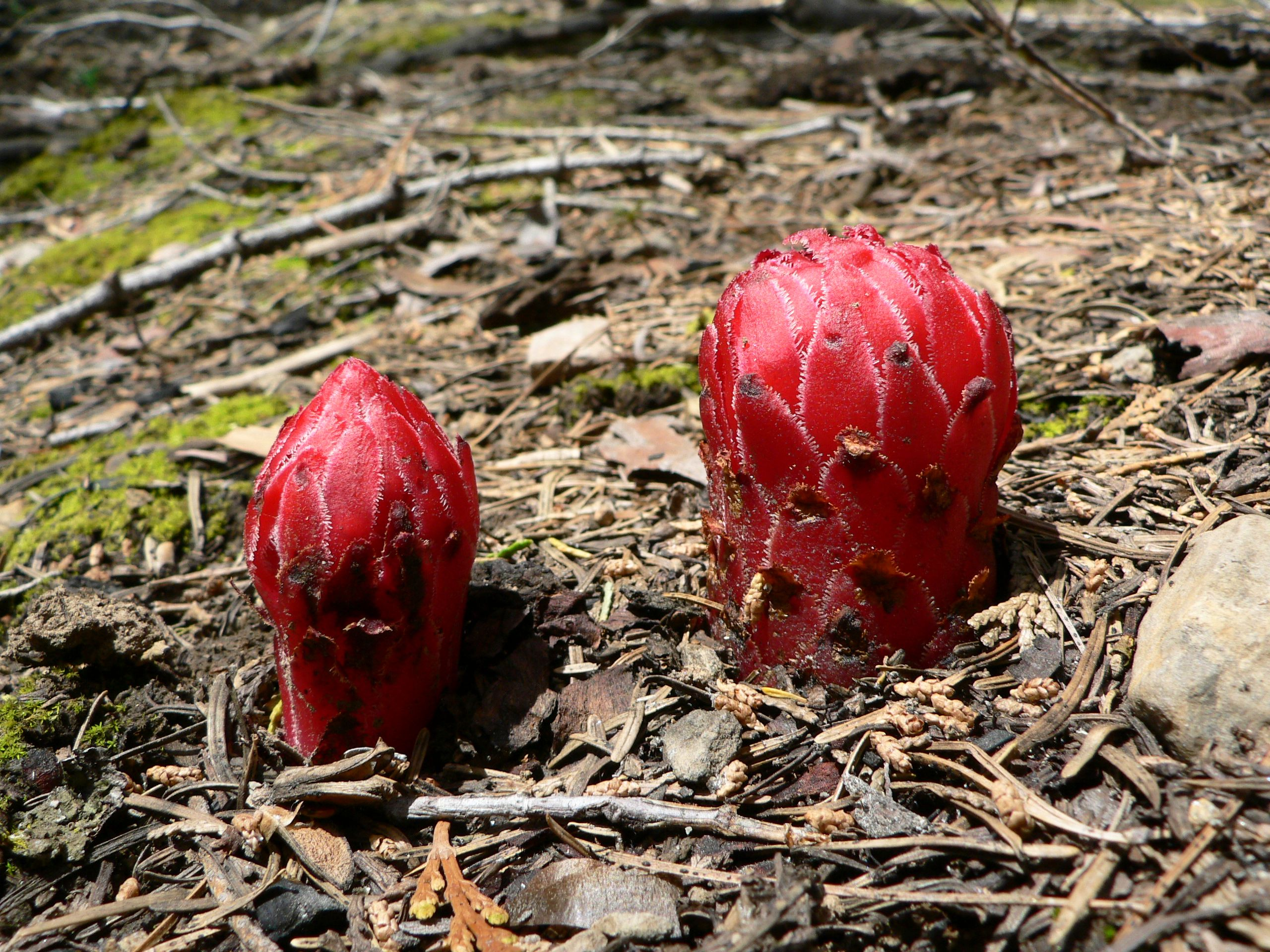

## 같이 보기
- 수정난풀속